# جون ساوث (لاعب كرة قدم)
جون ساوث (بالإنجليزية: John South)‏ هو لاعب كرة قدم بريطاني في مركز الهجوم، ولد في 8 أبريل 1948 في لامبث ‏ في المملكة المتحدة. لعب مع نادي برينتفورد ونادي غيلفورد سيتي ونادي فولهام.